# Oxypeltidae
Famille
Les Oxypeltidae Lacordaire, 1869 sont une très petite famille de coléoptères, répandus dans les montagnes andines du Chili et de l'Argentine.

## Description
L'aspect des Oxypeltidae ne montre aucune affinité avec les cérambycidés. Le corps est massif et caractérisé par une coloration métallique verte ou bleuâtre sur l’avant-corps et rouge sur les élytres. Les antennes et pattes sont de couleur bleu métallique. La tête, petite et arrondie, porte deux antennes robustes et dentées ; le pronotum est fourni de crêtes longitudinales ; les élytres, couvertes de ponctuations, sont bidentées à leur apex. Les ailes postérieures, membraneuses, présentent une coloration violette inhabituelle, semblable à celle des Cetoniinae, tandis qu'elles sont transparentes dans presque tous les cérambycidés.

## Biologie
Les larves, typiquement xylophages, attaquent les arbres du genre Nothofagus (genre vicariant du hêtre dans l'hémisphère austral). Les adultes sont diurnes et se trouvent souvent sur le feuillage.

## Systématique
Originellement insérés dans les Prioninae, à cause de les carénés latérales du pronotum[pas clair], ils furent après séparés. L'étude sur les ailes postérieures des cérambycidés mit en évidence que les ailes des Oxypeltidae étaient pigmentées de façon inusuelle. L'analyse phylogénétique et plus de récent[pas clair], les analyses sur les larves ont mis en évidence une parentèle loin et incertaine avec les Vesperidae.
Les Oxypeltidae comprennent seulement deux genres et trois espèces :
- Cheloderus Gray, 1832 
  - Cheloderus childreni Gray, 1832
  - Cheloderus penai Kuschel, 1955

- Oxypeltus Blanchard, 1851
  - Oxypeltus quadrispinosus Blanchard, 1851

## Familles apparentées
- Cerambycidae
- Disteniidae
- Vesperidae